# Wenceslau Sampaio
Wenceslau Pires de Sampaio, ou apenas Wenceslau Sampaio, (Buriti dos Lopes, 6 de agosto de 1906 – Teresina, 21 de abril de 1972) foi um empresário, agricultor e político brasileiro, outrora deputado estadual pelo Piauí.

## Dados biográficos
Filho de Gervásio Pires de Sampaio e Estefania Vieira Matos. Agricultor e empresário, fundou em Buriti dos Lopes a Indústria Pires de Sampaio, que entre a década de 1950 e década de 1960 fez o beneficiamento de produtos vegetais como babaçu e algodão. Eleito deputado estadual pela UDN em 1947, 1950, 1954 e 1962, ingressou na ARENA após o Regime Militar de 1964, conquistando seu último mandato em 1966.
Exerceu anteriormente um mandato como prefeito de Buriti dos Lopes, embora não seja possível precisar a data.